# Герб Овідіополя
Герб Овідіополя — офіційний геральдичний символ міста Овідіополь Одеської області. Сучасний герб затверджений 15 січня 1993 р. рішенням селищної ради рішенням № 73. У 1998 році герб Овідіополя визнаний таким, що не відповідає правилам геральдики. У 2004 році його дещо змінили, підкоригували малюнок.

## Опис
Щит, переділений навскіс. У синьому верхньому полі золотий човен зі срібним вітрилом, в золотому підніжжі - гроно винограду.

## Історія

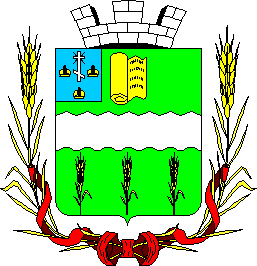
Проєкт герба російських часів

Відомий проєкт герба міста Овідіополь, складений за правилами 1857 року: у зеленому полі срібний хвилястий пояс, супроводжуваний вгорі золотим сувоєм, а внизу - трьома золотими колосками. У вільній частині щита - герб Херсонської губернії.